# Irving G. Ries
Irving G. Ries (* 15. Januar 1890 in Akron, Ohio; † 20. August 1963 in Hollywood, Kalifornien) war ein US-amerikanischer Kameramann und Spezialeffektkünstler.

## Karriere
Ries’ Karriere im Filmgeschäft begann 1913, dabei wirkte er als Kameramann bei dem Stummfilm Barbarous Mexico mit. Nach weiteren Kurzfilmen, wirkte er unter anderem auch bei der ersten Komödie des Duos Laurel und Hardy als Kameramann mit. Seine letzte Mitarbeit als Kameramann hatte er bei dem Episodenfilm  The Hollywood Revue of 1929 von Charles Reisner, der bei der Oscarverleihung im April 1930 als „Bester Film“ nominiert wurde. Nach 19 Anstellungen als Kameramann wechselte er Mitte der 1940er Jahre in den Bereich der Spezialeffekte. So wirkte er in Das Gespenst von Canterville von Jules Dassin mit, welcher auf der gleichnamigen Erzählung von Oscar Wilde basiert. Der zweite Film, der 1950 unter dem Titel The Reformer and the Redhead mit June Allyson und Dick Powell veröffentlicht wurde, erschien im deutschsprachigen Raum erst im Jahr 2003 unter dem Titel Das Raubtier ist los!. Im Anschluss arbeitete er bei den Spezialeffekten zu den Filmen Ein Amerikaner in Paris, Schiff ohne Heimat, Scaramouche, der galante Marquis, Du sollst mein Glücksstern sein, Die Schönste von New York, Eine Chance für Suzy, Die Wasserprinzessin und Vorwiegend heiter mit.
Für seine Mitwirkung bei dem Film Alarm im Weltall erhielt Ries bei der Oscarverleihung 1957 eine Oscarnominierung in der Kategorie „Beste Spezialeffekte“. Die Auszeichnung erhielt aber John P. Fulton für seine künstlerischen Leistungen bei dem Film Die zehn Gebote von Cecil B. DeMille und war damit die einzige Auszeichnung bei sieben Nominierungen.
Bei dem Kurzfilm The Magix Lamp und dem Tanzfilm Einladung zum Tanz, beide von Gene Kelly, hatte er 1956 seine letzten Tätigkeiten im Filmgeschäft.

## Filmografie (Auswahl)

### Kamera
- 1913: Barbarous Mexico
- 1919: The Slavey (Kurzfilm)
- 1920: The Backyard (Kurzfilm)
- 1921: Laurel und Hardy: Der glückliche Hund (The Lucky Dog, Kurzfilm)
- 1922: The Pest (Kurzfilm)
- 1922: Mud and Sand (Kurzfilm)
- 1922: The Ladder Jinx
- 1923: The Handy Man (Kurzfilm)
- 1923: When Knights Were Cold (Kurzfilm)
- 1924: Cyclone Buddy
- 1924: Hard-Hittin’ Hamilton
- 1924: Biff Bang Buddy
- 1924: Fast and Fearless
- 1925: Gold and Grit
- 1929: The Hollywood Revue of 1929

### Spezialeffekte
- 1944: Das Gespenst von Canterville (The Canterville Ghost)
- 1950: Das Raubtier ist los! (The Reformer and the Redhead)
- 1951: Ein Amerikaner in Paris (An American in Paris)
- 1952: Schiff ohne Heimat (Plymouth Adventure)
- 1952: Scaramouche, der galante Marquis (Scaramouche)
- 1952: Du sollst mein Glücksstern sein (Singin’ in the Rain)
- 1952: Die Schönste von New York (The Belle of New York)
- 1953: Eine Chance für Suzy (Give a Girl a Break)
- 1953: Die Wasserprinzessin (Dangerous When Wet)
- 1955: Vorwiegend heiter (It’s Always Fair Weather)
- 1956: Alarm im Weltall (Forbidden Planet)
- 1956: The Magic Lamp (Kurzfilm)
- 1956: Einladung zum Tanz (Invitation to the Dance)